# Edgar Fruitier
Edgar Fruitier, né à Montréal le 8 mai 1930 et mort à Montréal le 29 novembre 2024, est un comédien, mélomane, animateur de radio et de télévision québécois.
En 2020, il est reconnu coupable d’attentats à la pudeur.

## Biographie
Joseph Louis Edgar Fruitier est né dans la paroisse de Notre-Dame-de-Grâce, dans le quartier montréalais du même nom. Il est le fils d'Émile Fruitier et de Marie-Louise Montreuil.
Mélomane et grand collectionneur de disques de musique classique, cet autodidacte anime Les Matinales à la chaîne culturelle de Radio-Canada et préside plusieurs festivals de musique. Il est chroniqueur à l'émission Samedi et rien d'autre, sur ICI Radio-Canada Première.
Il tient plus de deux cents rôles à la scène et au petit écran. On le voit dans de nombreuses émissions de télévision, dont les Belles Histoires des pays d'en Haut et la Boîte à Surprise où il interprète le personnage Loup-Garou, de la fin des années 1950 à la fin des années 1960. De 1984 à 1988, il anime l'émission Les Grands Esprits à la télévision de Radio-Canada.
Au théâtre, il est notamment de la création de la pièce Sonnez les matines, de Félix Leclerc, au Théâtre du Rideau vert, en 1956.
Il joue dans de nombreuses œuvres classiques, et des auteurs québécois (Réjean Ducharme, Michel Tremblay). On peut le voir notamment dans Le Roi David, Le Quatuor, Les Amants terribles, Le Voyage de Tchong-Li, Monsieur de Falindor, Les Femmes savantes, Le Malade imaginaire et Douze Hommes en colère.
Au cinéma, il est de la distribution de Le soleil se lève en retard et Simon les nuages.
Il produit quatre coffrets musicaux des Grands classiques d'Edgar et deux spectacles d'Edgar et ses fantômes. Il est connu de la jeune génération en tant que voix québécoise de M. Burns dans la populaire série de dessins animés Les Simpson.

### Procès
Dans un texte publié dans La Presse, Serge Denoncourt fait état des fréquentations régulièrement de jeunes hommes qui subissaient des attouchements sans consentement et les insistances soutenues d'Edgar Fruitier. Une forme d'évitement par ses pairs lui facilitait ses agressions.
En 2019, Edgar Fruitier est poursuivi par la justice, pour deux accusations d'attentat à la pudeur contre un mineur. En juillet 2020, il est reconnu coupable de ces deux chefs d'accusation au palais de justice de Longueuil. Il écope d’une sentence de six mois de prison le 30 août 2021. À 92 ans, Edgar Fruitier conteste sa condamnation en raison de son état de santé. Malgré son plaidoyer, il perd en appel et devra purger sa peine en prison. Le juge Marc Bisson justifie sa décision comme suit : « En s'inspirant de cet arrêt et en se fondant sur la compréhension actuelle des violences sexuelles faites aux enfants, le juge de première instance a correctement abordé la question de la détermination de la peine ». Il est libéré, après trois semaines de détention, vu son âge et son état de santé.

### Mort
Atteint de la maladie d'Alzheimer depuis plusieurs années, il meurt d'un arrêt cardiaque le 29 novembre 2024. Il était âgé de 94 ans.

## Filmographie et émissions de radio et de télévision
- 1953 à 1959 : La Famille Plouffe (série télévisée) : vendeur et décorateur
- 1954 à 1957 : 14, rue de Galais (série télévisée) : M. Chamberlain
- 1954 à 1960 : Toi et moi (série télévisée) : rôle inconnu
- 1956 à 1970 : Les Belles Histoires des pays d'en haut (série télévisée) : René Lecardeur (le « boss Réné » d'Aurélie)
- 1956 - 1967 : La Boîte à Surprise (série télévisée) : Loup-garou
- 1957 : Le Colombier (série télévisée) : René
- 1959 : L'immigré (L'office national du film du Canada - ONF ; Réalisation Bernard Devlin, scénarisation Clément Perron, production Léonard Forest ; 29 min 32 s ) : Charles
- 1959 à 1963 : Joie de vivre (série télévisée) : Roméo Hurtubise
- 1959 à 1962 : Ouragan (série télévisée) : rôle inconnu
- 1961 à 1962 : Le Mors aux dents (série télévisée) : Frère directeur
- 1963 à 1966 : De 9 à 5 (série télévisée) : rôle inconnu
- 1966 à 1967 : Rue des Pignons (série télévisée) : Abondius Désiré (ancien marin devenu alcoolique)
- 1966 à 1971 : Moi et l'autre (série télévisée) : officier de l'immigration
- 1966 à 1967 : Minute, papillon ! (série télévisée) : Léon
- 1968 - 1971 : Le Pirate Maboule (série télévisée) : Loup-garou
- 1970 à 1977 : Symphorien (série télévisée) : Yvon Léveillée
- 1974 à 1975 : Patofville (série télévisée) : Monsieur de la Gamme
- 1974 à 1976 : La Petite Patrie (série télévisée) : M. Denault
- 1975 à 1977 : Y'a pas de problème (série télévisée) : Max
- 1977 : Le soleil se lève en retard : Monsieur de Carufel, directeur de l'agence de rencontres
- 1977 à 1978 : Le Pont (série télévisée) : gardien du collège
- 1977 à 1978 : Les As (série télévisée) : Sam
- 1978 à 1984 : Terre humaine (série télévisée) : Hector Bastarache
- 1982 à 1985 : Les Moineau et les Pinson (série télévisée) : Louis-Philippe Le Normand de la Grande
- 1982 à 1985 : Vaut mieux en rire (série télévisée) : rôle inconnu
- 1983 à 1987 : Poivre et Sel (série télévisée) : M. le curé
- 1984 à 1988 : Les Grands Esprits (série télévisée) : animateur
- 1985 : Opération beurre de pinottes : marchand d'art
- 1985 à 1987 : L'Âme-sœur (série télévisée) : Philippe Brocard
- 1986 à 1989 : Lance et compte I-II-III (série télévisée) : Michel Trépanier (1989)
- 1989 à 2019 : Les Simpson (V.Q.) : Monsieur Burns (voix)
- 1990 : Simon les nuages : M. Walkers
- 1992 à 1994 : Montréal P.Q. (série télévisée) : Émile
- 1993 : Au nom du père et du fils (série télévisée) : Père François
- 1997 à 2001 : Sous le signe du lion II (série télévisée) : Jacques Chatenet
- 2008 : Pogo et ses amis : Albert (Albert Fish) (voix)
- 2009 : Planète 51 (Planet 51) de Jorge Blanco : professeur Kipple (voix)
- 2009 : Coups de cœur d'Edgar Fruitier (émission de radio) sur ICI Musique, le samedi de 10h à 13h
- 2016 à 2017 : Mike Ward Show à Télétoon (série télévisée) : Edgar Fruitier Directeur général Télétoon la nuit

## Théâtre
- Fin des années 1950 :
  - Le Quatuor de Robert Choquette
  - Sonnez les matines de Félix Leclerc (1956)
  - Guillaume le confident de Gabriel Arout (Théâtre du Rideau vert)
  - Les Amants terribles de Noël Coward
  - Le Complexe de Philémon de Jean Bernard-Luc
  - Le Voyage de Tchong-Li de Sacha Guitry (Théâtre Saint-Denis)
  - ' 'Monsieur de Falindor de Georges Manoir et Armand Verhyle (1957)
  - La Magicienne en pantoufles de John Van Druten
  - Les Petites Têtes de Max Régnier (Théâtre du Rideau Vert)
  - 1967 : Les Femmes savantes
  - 1970 : Contact
  - 1971 : Les Troyennes
  - 1974 : Cyrano de Bergerac
  - 1974 : Le Bruit des mots
  - 1975 : L'École des femmes
  - 1979 : La Cantatrice chauve
  - 1980 : L'Amour des trois oranges
  - 2009 : Toc Toc
  - 2010 - 2014 : Edgar et ses fantômes
  - 2012 : Douze Hommes en colère

## Mémoires
- Mémoires, propos recueillis par Jean Faucher, avec une préface de Gérard Poirier, éditions Québec Amérique, 2009, 176 pages.
  - « J'ai toujours pensé que toutes les personnes qui se présentent devant le public pour jouer un rôle ou pour chanter ont les mêmes réactions. Tous ont les deux éléments pour se faire connaître, se faire entendre, se faire comprendre : leur voix et leur physique, ou l'élocution et la pantomime. Évidemment, la voix est pour un chanteur plus précieuse que pour un comédien. J'ai eu la joie de pouvoir m'approcher de ces deux activités, le jeu et le chant. Aurais-je la foi que j'en remercierais le Seigneur. » (ch. III, « La scène », p. 56)
  - « La traversée en avion fut très agréable. Du moins pour moi. J'étais fou de joie, pendant tout le vol, qui durait quelque six heures. Je ris sans arrêt jusqu'à l'arrivée. Les autres voyageurs avaient hâte que je modère cette joie et mon rire, dont la sonorité, je le reconnais, est un peu spéciale, peut-être même infernale. Je ne m'en rendais pas compte à ce moment-là. Évidemment, aujourd'hui, quand j'y repense, je trouve que j'avais été épouvantable. » (ch. IV, « Les voyages », p. 58)
  - « Je désirais à tout prix avoir ce disque, alors que je n'avais que douze ou treize ans. [...] J'ai cependant dû abandonner mes recherches alors que j'avais dix-huit ans. Devenu comédien, à trente-cinq ans, je traversai l'Atlantique pour jouer. Et dans chaque ville que je traversais, je prenais le temps d'aller visiter les disquaires pour leur demander mon disque de chansons tchèques. Personne ne l'avait, personne ne connaissait même l'existence de cette Jarmila Novotná. [...] Ce n'est qu'en 1981, après quarante ans de recherches, que ce disque fut de nouveau mis sur le marché chez Pearl. Je pus enfin me le procurer chez HMV, à Montréal, et l'écouter. » (ch. VI, « Radio, musique et rencontres », pp. 93-94)